# Josef Janisch
Josef Janisch (auch Jannisch, * 22. April 1909 in Salzburg, Österreich; † 26. Juli 1964 am Tuxer Joch, Österreich) war ein österreichischer Diplomingenieur. Er war in der NS-Zeit u. a. als Angehöriger des Leitungspersonals der SS-Zentralbauleitung im KZ Auschwitz-Birkenau an der Errichtung des Konzentrationslagers und von Krematorien mit Gaskammern zur Zeit der deutschen Besetzung Polens zwischen 1941 und 1944 beteiligt.

## Leben
Josef Janisch trat zum 15. April 1933 der NSDAP bei (Mitgliedsnummer 1.619.295). Bei der SS (SS-Nummer 299.849) erreichte er den Rang eines SS-Hauptsturmführers. Ab 1941 war Janisch der Zentralbauleitung der Waffen-SS und Polizei Auschwitz im Konzentrationslager Auschwitz-Birkenau zugeteilt und übernahm die Leitung des Referats Bauleitung 2, das zunächst für das Kriegsgefangenenlager Birkenau, danach auch für die Umbauten zum Vernichtungslager zuständig war. 1943 wurde die Aufgabenbeschreibung der Bauleitung 2 mit dem Zusatz ergänzt: „Durchführung der Sonderbehandlung“.
Am 29. Januar 1943 betonte der Leiter der SS-Zentralbauleitung im KZ  Auschwitz-Birkenau, Karl Bischoff, in einem Schreiben die Unabkömmlichkeit seines Mitarbeiters Janisch. Dieser sei im  Hinblick auf die Leitung der „Sonderbaumaßnahmen“ für Auschwitz-Birkenau als „einzige verlässliche technische  Fachkraft“ unentbehrlich. Die Bezeichnung „Sonderbau“ wurde als Tarnbezeichnung für die Vernichtungsanlagen gewählt.

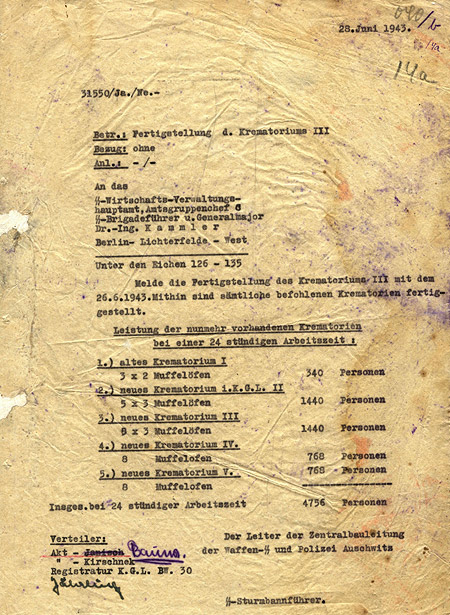
Von Janisch verfasste Meldung vom 28. Juni 1943 über die Fertigstellung der Krematorien in Auschwitz-Birkenau und die damit erreichte „tägliche Leistung“ (Dokument aus dem Bestand des Staatlichen Museums Auschwitz-Birkenau).

Dokumentarisch nachweisbar ist u. a., dass Janisch am 20. August 1942 die Baustelle des Krematoriums II in Auschwitz-Birkenau besichtigte, dessen Keller als Gaskammer diente. Mit Datum vom 28. Juni 1943 verfasste Janisch eine Meldung über die „Fertigstellung des Krematoriums III“ und damit von „sämtliche[n] befohlenen Krematorien“ in Auschwitz-Birkenau. Die Meldung war für das SS-Wirtschafts- und Verwaltungshauptamt (SS-WVHA) in Berlin und dort für den Leiter des Bauwesens bei der SS, den SS-Gruppenführer und Amtsgruppenchef des Amtes C („Bauwesen“), Hans Kammler, bestimmt. Janisch ergänzte seine Fertigmeldung durch eine Aufstellung über die nun erreichte „tägliche [Einäscherungs]leistung der verschiedenen Krematorien“.
Im Frühjahr 1944 wurde Janisch dem SS-Führungsstab in Happurg in Bayern zugeteilt, der die Arbeiten für den Bau einer geplanten unterirdischen Fabrik (U-Verlagerung) im Stollensystem im Bergstock der Houbirg unter der Tarnbezeichnung Doggerwerk überwachen sollte. In der unterirdischen Fabrik sollten kriegswichtige BMW-Flugzeugmotoren produziert werden. Der Stollen wurde von Mai 1944 bis April 1945 von Häftlingen des KZ-Außenlagers Hersbruck, einem Nebenlager des KZ Flossenbürg, in Zwangsarbeit angelegt. Janisch hatte zeitweilig die Leitung des SS-Führungsstabes in Happburg inne, im November 1944 wurde er von SS-Obersturmführer Horst Schilling abgelöst.
Danach wurde Janisch, inzwischen im Rang eines SS-Hauptsturmführers, beim Bau einer Untertagefabrik in einem Stollen in der Nähe von Wesserling (heute Husseren-Wesserling in Frankreich) im annektierten Elsass eingesetzt. Dorthin sollte das ursprünglich in der Nähe von Reichshof im damaligen Generalgouvernement (heute Rzeszów in Polen) eingerichtete und betriebene Daimler-Benz-Flugmotorenwerk „Reichshof“, das im Spätsommer 1944 aufgrund des Vorrückens der Roten Armee evakuiert worden war, verlegt werden. Die Bauarbeiten wurden von  Häftlingen des KZ Wesserling, einem Außenlager des KZ Natzweiler-Struthof, in Zwangsarbeit durchgeführt. Das Projekt wurde von Janisch geleitet, während das KZ-Außenlager unter Leitung von SS-Hauptsturmführer Arnold Brendler stand.
Gegen Ende des Zweiten Weltkriegs setzte Janisch sich nach Österreich ab. Nach dem Krieg stand Janisch auf der Fahndungsliste der Alliierten, musste sich jedoch nie vor Gericht verantworten.
Josef Janisch starb im Alter von 55 Jahren bei einem Flugzeugabsturz am Tuxer Joch in den Ostalpen im österreichischen Bundesland Tirol.